# Salmó fumat

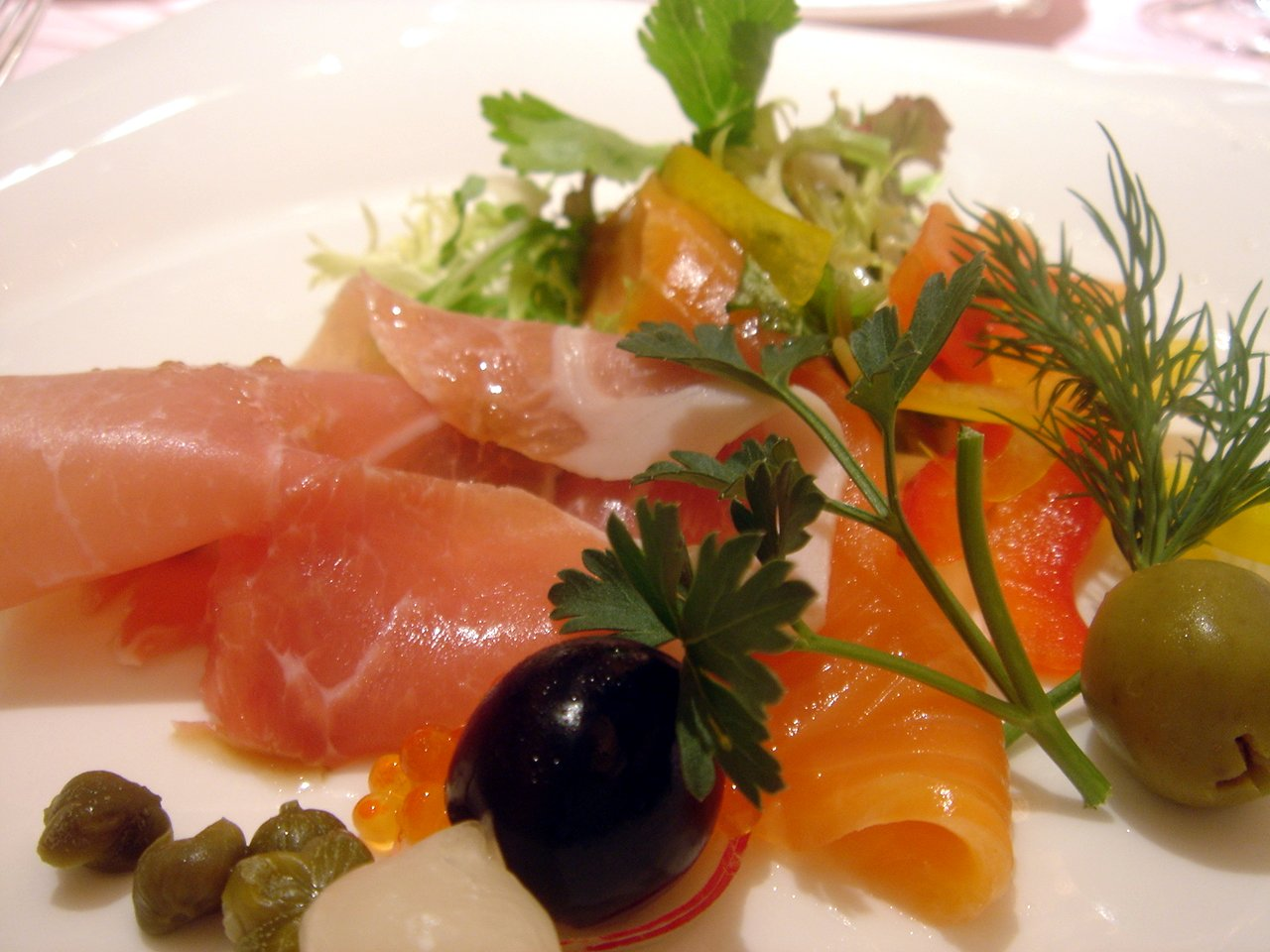
Salmó fumat amb adobs i herbes

El  salmó fumat  és una conserva del salmó, que es presenta en forma de grans filets, amb la tècnica del fumatge. Pot ser fumat en fred o fumat en calent; el fumat en fred és típic de les cuines del nord d'Europa, del Canadà i del nord dels Estats Units, que són els llocs on es fa i es menja més freqüentment. A causa del seu preu moderadament elevat, el salmó fumat es considera una delicadesa. Tot i que el terme lox de vegades s'aplica al salmó fumat, són productes diferents.
El salmó fumat és un ingredient popular dels canapès, sovint combinat amb formatge crema. Les llesques de salmó fumat són un aperitiu popular a Europa, on se solen acompanyar amb algun tipus de pa; al Regne Unit se solen menjar amb pa integral i una mica de llimona, mentre que a Alemanya es mengen amb pa torrat o pa negre. A la cuina jueva, el salmó molt salat es diu lox (normalment fumat) i se sol menjar sobre un bagel amb formatge philadelphia. També es pot utilitzar per fer-ne pastissos salats o braços de gitano, o presentar-lo al plat acompanyat d'ou filat.
El fumatge s'utilitza per preservar el salmó contra el deteriorament dels microorganismes: durant el procés de fumar salmó, el peix es cura i es deshidrata parcialment, cosa que impedeix l'activitat dels bacteris. Un exemple important d'això és el Clostridium botulinum, que pot estar present en els productes del mar, i que és destruït per l'elevat tractament tèrmic que es produeix durant el procés de fumatge.
El salmó fumat ha format part de moltes cultures de nadius americans durant molt de temps. També va ser un plat comú a la cultura grega i romana al llarg de la història, i sovint es menjava en grans reunions i celebracions. Durant l'edat mitjana, el salmó fumat va passar a formar part de la dieta de les persones i es consumia en sopes i amanides. La primera fàbrica de fumadors va ser a Polònia al segle VII d.C. El segle xix va marcar l'augment de la indústria estatunidenca del salmó fumat a la costa oest, processant salmó del Pacífic d'Alaska i Oregon.